# Lerva des neiges
Lerwa lerwa
Genre
Espèce
Statut de conservation UICN

 LC  : Préoccupation mineure
Le Lerva des neiges (Lerwa lerwa) est une espèce d'oiseaux de la famille des Phasianidae, l'unique du genre Lerwa.

## Description

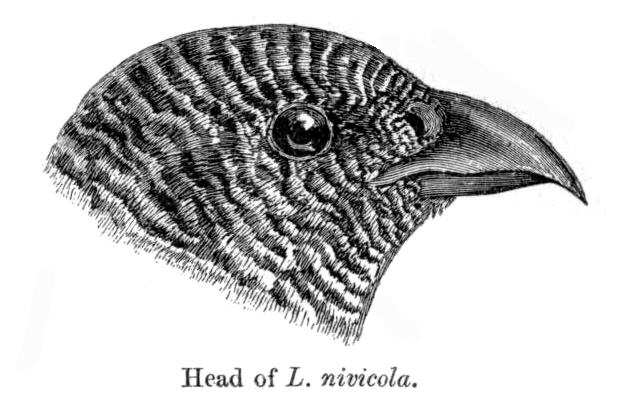
Tête montrant un bec barré et recourbé.

Cette perdrix apparaît grise dessus et châtain dessous avec le bec et les pattes rouge vif et les parties supérieures finement barrées de noir et blanc. En vol, le motif des pennes et des secondaires, brun foncé avec une étroite marge blanche arrière, les fait ressembler à la Tétraogalle du Tibet, qui est beaucoup plus grande. La queue à 14 plumes est sombre et barrée de blanc. Des variations de teinte existent et certains oiseaux ont une calotte presque noire. Les primaires et les secondaires sont brunes et la poitrine est châtain foncé. L'abdomen est plus blanc et les flancs inférieurs et les plumes autour de l'évent sont barrés de brun et de blanc. Les couvertures sous-caudales sont châtain avec des stries noires et des extrémités blanches. Les jeunes oiseaux ont les parties inférieures tachetées et les barres moins distinctes. Le tarse est emplumé sur le devant de la jambe à mi-chemin des orteils,,.
Le Lerva des neiges mesure 38 à 40 cm de long. Les femelles pèsent entre 450 et 580 g ; mâles, 550–700 g. Les sexes sont similaires en plumage, la femelle n'a pas d'éperons sur le tarse tandis que le mâle a un éperon émoussé et parfois un second éperon naissant. Les poussins duveteux ressemblent aux poussins de l'Ithagine ensanglantée. Les poussins naissent avec les tarses emplumés et l'ouverture de la narine est recouverte de plumes.

## Distribution
Le Lerva des neiges se trouve du Cachemire, à l’ouest, jusqu’à l’ouest du Seutchouan, le sud de Kansou et le nord du Yunnan, à travers tout le sud est du Tibet, et dans l'Himalaya, du Pakistan à l'Arunachal Pradesh, le long des chaînes les plus élevées, principalement entre 3 000 et 5 000 m (rarement en dessous de 2 000 m) d'altitude. On le trouve au-dessus de la limite des arbres, mais pas sur un terrain aussi nu et pierreux que les snowcocks. Bien qu'il soit dit qu'il se trouve en Afghanistan, il n'y a aucune preuve. L'espèce se trouve sur une vaste zone et est généralement considérée comme peu préoccupante pour la conservation. Il est chassé dans une certaine mesure, en raison de son habitude d'être plus accessible que le snowcock et sa population a diminué dans certaines régions.

## Taxonomie et systématique
Cette espèce a été décrite pour la première fois par Brian Houghton Hodgson en 1833 et a reçu le nom de genre Lerwa basé sur le nom Bhutia au Népal,. Hodgson l'a initialement placé dans le genre Perdix en l'appelant Perdix lerwa. Il existe deux sous-espèces de décrites (voir la section suivante). Une sous-espèce, L. l. major a été décrit par Richard Meinertzhagen du Sichuan tandis que L. l. la callipygie du sud du Kansu a été notée par Stegmann en 1938, mais celles-ci ne sont généralement pas reconnues,,. L'espèce a été conservée dans ce genre monotypique en raison de diverses particularités, notamment les plumes du tarse et l'absence de dimorphisme sexuel clair dans le plumage. Une espèce de pou des oiseaux, Chelopistes lervicola a été décrite comme un ectoparasite de cette espèce, et d'autres espèces de ce genre de pou sont connues pour parasiter les Cracidae, Meleagrididae et Odontophoridae du Nouveau Monde.

## Habitat

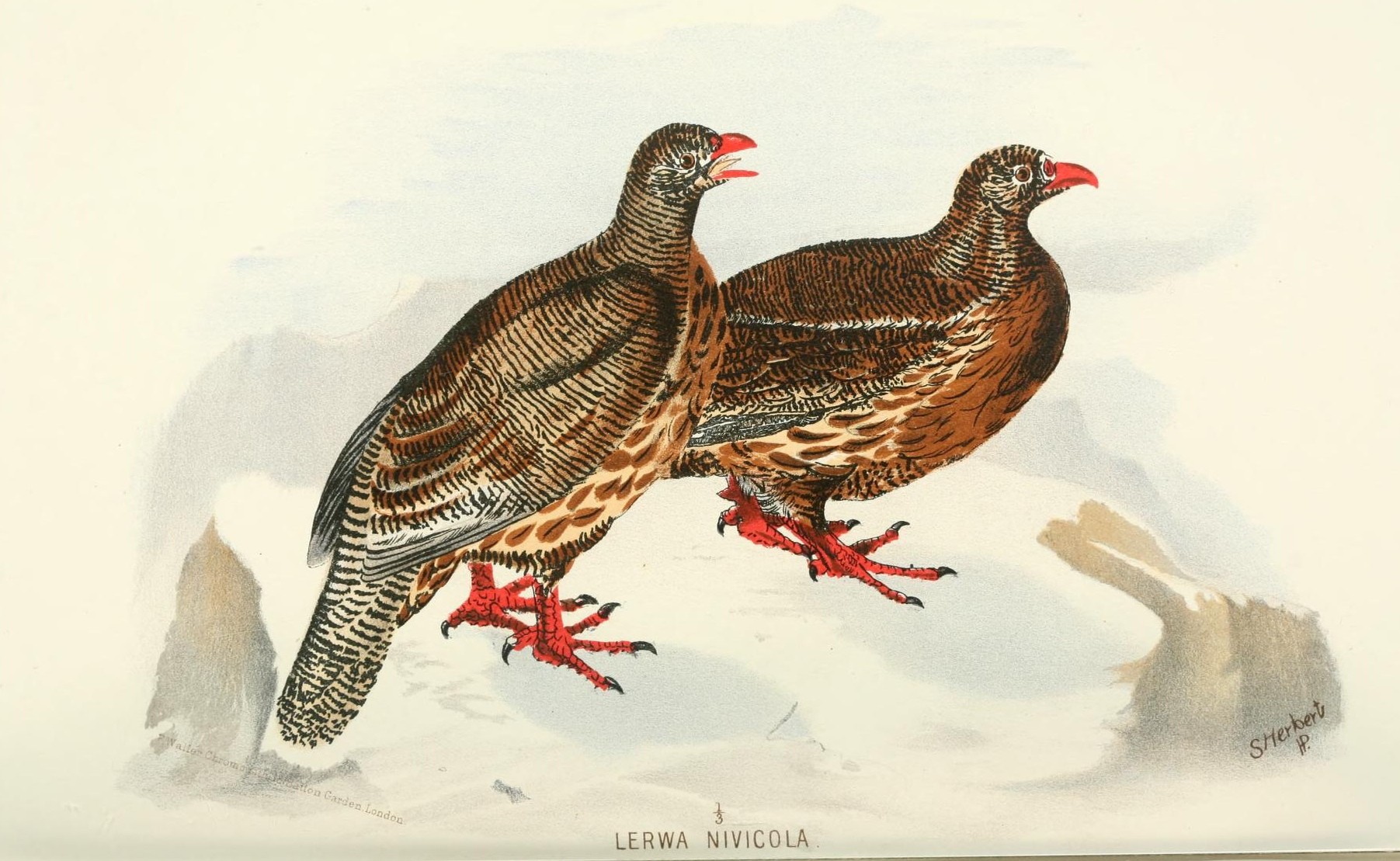
Illustration de Hume et Marshall dans Game birds of India (1890).

La perdrix des neiges est une espèce d’altitude qui aime les éboulis et les versants couverts de broussailles, de mousses, de lichens ou de fougères entrecoupés de plaques de neige. Elle vit entre 3 000 et 5 500 m à la limite des neiges éternelles et des glaciers. Les hivers rigoureux peuvent la faire redescendre plus bas mais rarement au-dessous de 3 500 m.
L'habitat habituel est les pâturages alpins, les coteaux herbeux ouverts avec de l'herbe, des lichens, de la mousse, des fougères et des rhododendrons. Se trouve parmi les petites plaques de neige, mais pas dans un sol aussi pierreux ou nu que le snowcock. Les oiseaux sont cependant très locaux dans leur distribution,,.

## Alimentation
Son régime consiste en graines, lichens, mousses, racines, frondes de fougères et petits invertébrés. il peut aussi ingérer du sable pour faciliter la digestion,,. Li et Lu (1992) ont identifié 43 plantes différentes dans 12 contenus stomacaux.

## Mœurs
Cette perdrix vit en couples ou en petites compagnies familiales de 6 à 8 individus, bien que des groupes plus importants de 20 ou 30 oiseaux puissent se former hors saison de reproduction, surtout dans les dortoirs. La recherche de nourriture a lieu le matin et le soir.

## Voix
Le cri du mâle est un sifflement bruyant, répété plusieurs fois, de plus en plus rapidement et de plus en plus haut jijiou, jijiou, jijiou. Le chant de la femelle est plus doux, plus court, à tonalité descendante.

## Nidification
Le Lerva des neiges est monogame et le mâle participe à l’élevage des jeunes qui restent avec leurs parents jusqu’à la saison de reproduction suivante. La nidification a lieu en mai-juin ; le territoire de chaque couple est d’environ 5 ha. Le nid est situé sur une pente à forte déclivité et à végétation éparse, souvent en haut du versant, sous un rocher, à l’abri d’une touffe d’herbe, dans une cavité, mais toujours sous le vent. Le nid est entouré de mousses et de feuilles. Environ 3 à 5 œufs sont pondus, de couleur jaune pâle et légèrement brillants avec des marques brun rougeâtre sur l'extrémité arrondie. La femelle couve seule. Des poussins bien développés ont pu être observés fin juin.

## Statut, conservation
Cette espèce n’est pas considérée comme menacée en raison de son habitat en haute altitude, mais la chasse, le ramassage des œufs et la collecte de plantes médicinales au moment de la saison de nidification représentent des menaces ponctuelles. La densité de population peut être assez importante, 56 oiseaux par km² d’après une étude réalisée dans le sud ouest de la Chine par Li et Lu en 1992.